# Stirling Smith Art Gallery and Museum
Stirling Smith Art Gallery and Museum, tidligere kendt som The Smith Institute, er et kunstmuseum og lokalmuseum, der ligger i Stirling, Skotland. Museet blev grundlagt i 1874 med midler fra kunstneren Thomas Stuart Smith.